# La Forclaz (Ormont-Dessous)
Pour les articles homonymes, voir La Forclaz.
La Forclaz est un hameau des Ormonts de 250 habitants dont une centaine à l'année, situé sur la commune vaudoise d'Ormont-Dessous, à environ 5 km du Sépey par la route.

## Géographie
La Forclaz est situé sur la rive gauche de la Grande Eau dans la vallée des Ormonts à 1 261 mètre d'altitude.

## Toponymie
Évoque la forme de la fourche, type francoprovençal [forkha], du latin furcula « petite fourche »,,.

## Traditions
La société de développement de la Forclaz organise régulièrement des animations, dont une Désalpe en fin d'été. Les 2 dernières ont eu lieu en 2013 et 2018.

## Transport
Le village de La Forclaz est desservi tous les jours par la ligne de bus CarPostal Le Sepey - La Forclaz.